# Pellérd
Pellérd (kroatisch Pelir oder Pelerda) ist eine ungarische Gemeinde im Kreis Pécs im Komitat Baranya.

## Geografische Lage
Pellérd liegt ungefähr sechs Kilometer südwestlich des Zentrums der Stadt Pécs. Nachbargemeinden sind Keszü und Görcsöny.

## Geschichte
Der Ort war schon zur römischen Kaiserzeit besiedelt. Im Jahr 1305 wurde er unter dem Namen Pelerd schriftlich erwähnt. Dieser geht möglicherweise auf den kumanischen Personennamen Beler zurück. Im Ort gab es die erste Seidenspinnerei-Fabrik Ungarns.

## Söhne und Töchter der Gemeinde
- Ödön Duchon (1855–1912), Rechtsanwalt und Reichstagsabgeordneter

## Gemeindepartnerschaften
- Alsheim, Deutschland
- Mica (Mureș), Rumänien
- Solowka (Соловка), Ukraine
- Veľký Kýr, Slowakei

## Sehenswürdigkeiten
- Reformierte Kirche, erbaut 2005
- Römisch-katholische Kirche Antiochiai Szent Margit, erbaut im 18. und erweitert Anfang des 19. Jahrhunderts
- Römisch-katholische Kapelle Szent Kereszt, erbaut 1835
- Schloss Brázay (Brázay Kálmán-kastély), mit Schlosspark, See und Höhle
- Statue des Heiligen Orban (Szent Orbán-szobor)
- Weinberge in der Umgebung (60 Hektar)
- Weltkriegsdenkmal (I. és II. világháborús emlékmű)

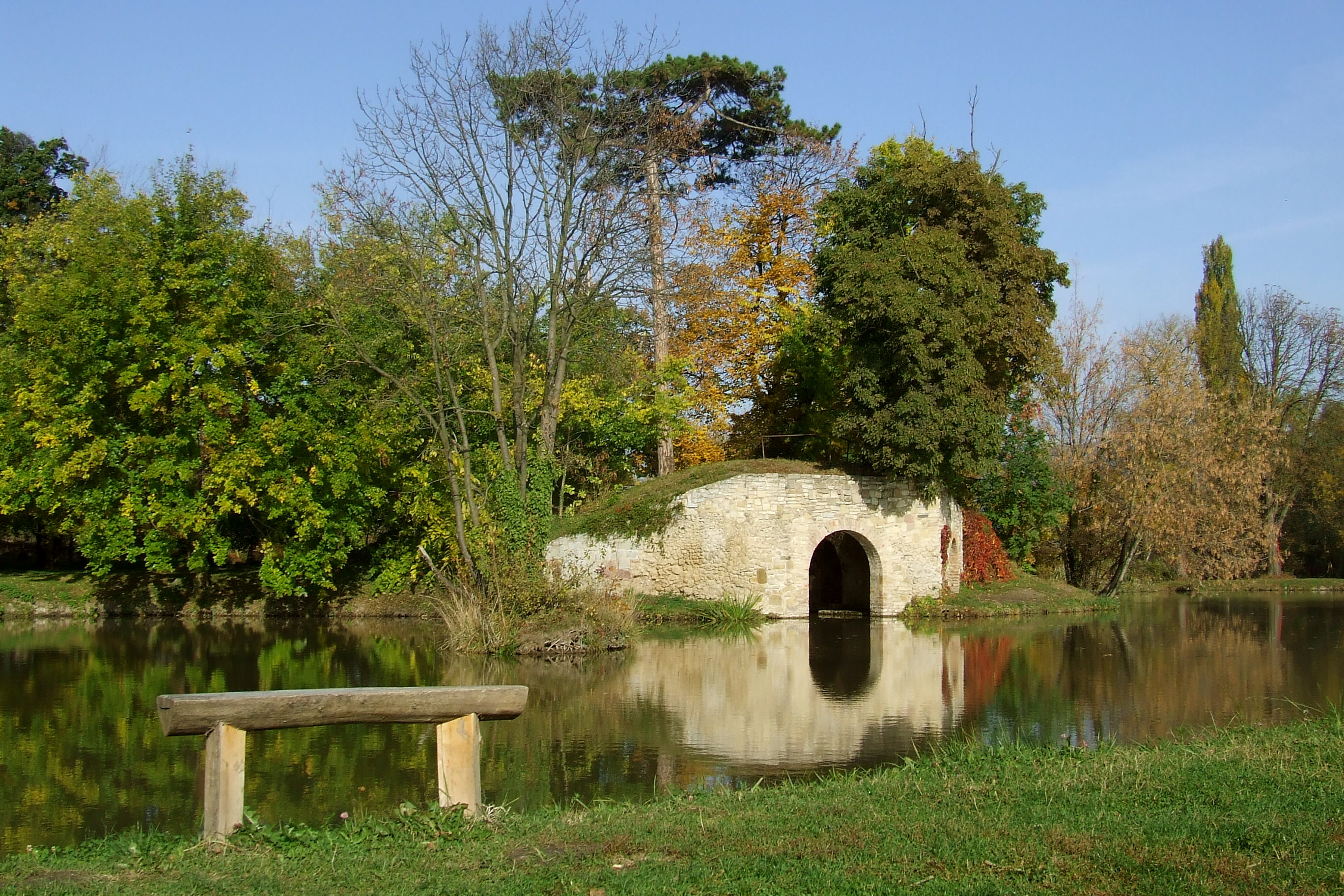
Brázay Schlosspark

## Verkehr
Durch Pellérd verläuft die Landstraße Nr. 5801. Der nächstgelegene Bahnhof befindet sich zwei Kilometer nördlich in Mecsekalja-Cserkút.